# Oficial Comissionado do Vice-Rei
Um Oficial Comissionado do Vice-rei (Viceroy's Commissioned Officer - VCO) era um membro veterano indiano do Exército da Índia Britânica, e fazia parte de uma comissão comandada pelo vice-rei. Também conhecidos como Oficiais Indianos ou Oficiais Nativos, eles eram tratados em quase todos os aspectos como Oficiais Comissionados (nativo do Reino Unido), mas apenas tinham autoridade sobre tropas indianas e eram subordinados à todos os Oficiais Comissionados do Rei (e da Rainha) e aos Oficiais Indianos Comissionados do Rei.

## História
O termo "Oficial Comissionado do Vice-rei" foi formalmente adotado em 1885 como um substituto para o anteriormente usado "oficial nativo". Em 1914, a proporção de VCOs para KCOs em um batalhão de infantaria indiano era de 16 a 14. Essas postos foram criados para facilitar a ligação efetiva entre os oficiais britânicos e suas tropas nativas. Os soldados que eram promovidos ao posto de VCO tinham longos anos de serviço e bons trabalhos realizados, falavam razoavelmente bem o inglês e podiam atuar como ponto comum de ligação entre os soldados e os oficiais, bem como conselheiros dos oficiais britânicos em assuntos indianos.

## Categorias
VCOs eram sempre tratados com respeito. Mesmo um oficial britânico se dirigia a um VCO com respeito, como por exemplo "Subedar (posto de oficial indiano) Sahib (tratamento formal)" ou, "<nome> Sahib".
Postos ocupados por VCOs:
- Regimentos de Cavalaria
  - Jemadar
  - Risaldar (ou Ressaidar)
  - Risaldar-Mor (também chamados Ressaidar-Mor ou Wordi-Mor)

- Regimentos de infantaria e outros:
  - Jemadar
  - Subedar
  - Subedar-Mor

## Exércitos modernos
Cargos similares são ainda usados pelas forças armadas da Índia e do Paquistão, onde esses oficiais são conhecidos como Oficiais Comissionados Júnior